# Marquis Géza
Marquis Géza (Pest, 1866. március 20. – Budapest, 1924. szeptember 8.) államtudományi doktor, magyar királyi dohányjövedéki központi igazgatósági titkár, műfordító. 

## Életútja
Marquis István szabómester (akinek őse Marquis Coppono Filep Jakab de Mauresana Spanyolországból származott és 1740-ben költözött Magyarországra) és Lichtnecker Katalin fia. Pesten végezte a piaristáknál a VIII. gimnáziumi osztályt, a jogot a budapesti egyetemen, ahol 1889-ben államdoktori oklvelet nyert. Ekkor kezdte hivatalos pályáját a Pest megyei adófelügyelőségnél, ahonnan a budapestvidéki pénzügyigazgatósághoz, majd a fő- és székvárosi adófelügyelőséghez kerűlt, végül 1895-től a magyar királyi dohányjövedéki központi igazgatóságnál mint segédtitkár szolgált. Megtanult németül, franciául és angolul. 
Több francia és angol színdarabot fordított a Vígszínház számára, ilyenek, többek között: A Valton-család. vígjáték 3 felv. Irta Henri Lavedan. Bemutató 1900. március 29. A pólyásbaba, vígjáték 3 felv. Irta Lawrence Werner. (Ford. Szomaházy Istvánnal.) Bemutató 1900. május 2.
Fordításai a Magyar Hirlapban (1896-tól: Dickens Sketchesei, Alphons Daudet, Claude Tillier: A kormányozható léghajó, Catulle Mendès, Maupassant, François Coppée, Jeanne Marni, Brada, Theodore de Banville, Bret Harte, F. C. Philips, Lavedan és Leo Xanrof szerzők után apróságok, tárcák.)

## Munkái
- Tizian fia. Musset Alfred után ford. Budapest, 1899. (Magyar Könyvtár 91.)
- Indiai történetek. Kipling után ford. Budapest, 1900. (Magyar Könyvtár 164.)
- Angol elbeszélők tára. Budapest, 1900. (Magyar Könyvtár 218.)
- Osra herczegnő szive. Anthony Hope után ford. Makó, 1900. (A nagyvilágból. Regénytár III.)
- Inez de las Sierras. Charles Nodier után ford. Makó, 1900. (A nagyvilágból).
- Tünő képek. Pierre Loti után ford. Makó, 1901.
- Elbeszélések és rajzok. Alphonse Daudet után ford. Makó, 1901. (Magyar Könyvtár. Sajtó alatt).